# 李瑊
李瑊（?—?），唐朝宗室、官员。
南北朝北周朔燕恒三州刺史、襄武县公、唐高祖李渊的七叔李蔚的孙子，李安的儿子，隴西郡狄道县人。唐朝建国，唐高祖封他为济北郡王，武德年间，为尚书左丞。去世时是始州刺史。

## 兄弟
- 李瓊（後嗣）
- 李琛（襄武郡王）
- 李孝恭（河間元王）
- 李瓌（漢陽郡王）